# Hotel Brown Palace (Denver)
El Hotel Brown Palace es un hotel histórico en Denver, la capital del estado de Colorado (Estados Unidos). Está incluido en el Registro Nacional de Lugares Históricos y es el segundo hotel en funcionamiento más antiguo de la ciudad. Es uno de los primeros hoteles estilo atrio jamás construidos. Ahora es operado por HEI Hotels and Resorts, y se unió a Autograph Collection Hotels de Marriott en 2012. Está ubicado en 321 17th Street entre la calle 17, Broadway y Tremont Place en el centro de Denver, detrás del rascacielos Republic Plaza. La puerta de entrada principal está en Tremont Place.

## Historia
El hotel fue construido en 1892 con piedra arenisca y granito rojo, un año más tarde que el Hotel Oxford. Recibió su nombre de su dueño original, Henry C. Brown, quien se había apoderado del área de Capitol Hill, y fue diseñado con su distintiva forma triangular por el arquitecto Frank Edbrooke, quien también diseñó el Oxford Hotel. El interior y el exterior del edificio se consideran el "mejor ejemplo existente" del trabajo de Edbrooke.
Construido con un marco de hierro y acero cubierto con cemento y arenisca por Whitehouse & Wirgler Stone Company, el edificio fue "una de las primeras estructuras a prueba de fuego de Estados Unidos, según un artículo de portada del 21 de mayo de 1892 en Scientific American". Una vez finalizado, fue el edificio más alto de Denver.
A principios de la década de 1930, el muralista de Colorado, Allen Tupper True, comenzó a analizar la posibilidad de crear dos murales para el hotel con el entonces propietario, el financiero de Denver, Charles Boettcher y, después de cierto retraso, las dos obras, Stage Coach y Airplane Travel, se dieron a conocer en el vestíbulo del hotel en 1937.
En 1935, como celebración de la Derogación de la Prohibición en los Estados Unidos, el arquitecto de Denver Alan Fisher diseñó "Ship Tavern"; uno de los cuatro restaurantes dentro del Brown Palace.

## Anexo
La torre de 22 pisos y 231 habitaciones directamente frente a Tremont Place se construyó como una nueva ala del hotel en 1959, conocida como Brown Palace West. Durante muchos años funcionó como un ala económica del hotel, hasta que los propietarios del Brown Palace marcaron las habitaciones de huéspedes en el anexo como Comfort Inn en 1988 y luego como Holiday Inn Express en diciembre de 2014. Los niveles inferiores de la torre se comparten con el Palacio Brown, incluido el Gran Salón de Baile y las oficinas ejecutivas. La torre está conectada al edificio principal por un puente aéreo sobre Tremont Place y un túnel de servicio que pasa por debajo de la calle.

## Huéspedes ilustres
Los huéspedes anteriores incluyen a la "Insumergible" Molly Brown (se alojó en el hotel solo una semana después del desastre del Titanic), al estafador Jefferson "Soapy" Smith, Sun Yat Sen (justo antes de convertirse en el presidente de la nueva República de China), la reina María de Rumania y The Beatles. Los invitados presidenciales incluyen a William Taft, Warren Harding, Harry S. Truman, Dwight D. Eisenhower, Ronald Reagan y Bill Clinton.

## Asesinatos de 1911
El hotel fue el lugar de los asesinatos de alto perfil de 1911 en los que Frank Henwood disparó y mató a Sylvester Louis "Tony" von Phul y mató accidentalmente a un transeúnte inocente, George Copeland, en el "Marble Bar" del hotel. Henwood y von Phul eran rivales por (o compartían) el afecto de la socialité de Denver Isabel Springer, la esposa del rico hombre de negocios de Denver y candidato político John W. Springer. Los asesinatos culminaron en una serie de juicios muy publicitados.

## En la cultura popular
El hotel aparece en la película Nosotros en la noche de Jane Fonda y Robert Redford de 2017. El Palacio Brown se presenta en muchos de los recorridos culturales de Denver.

## Galería

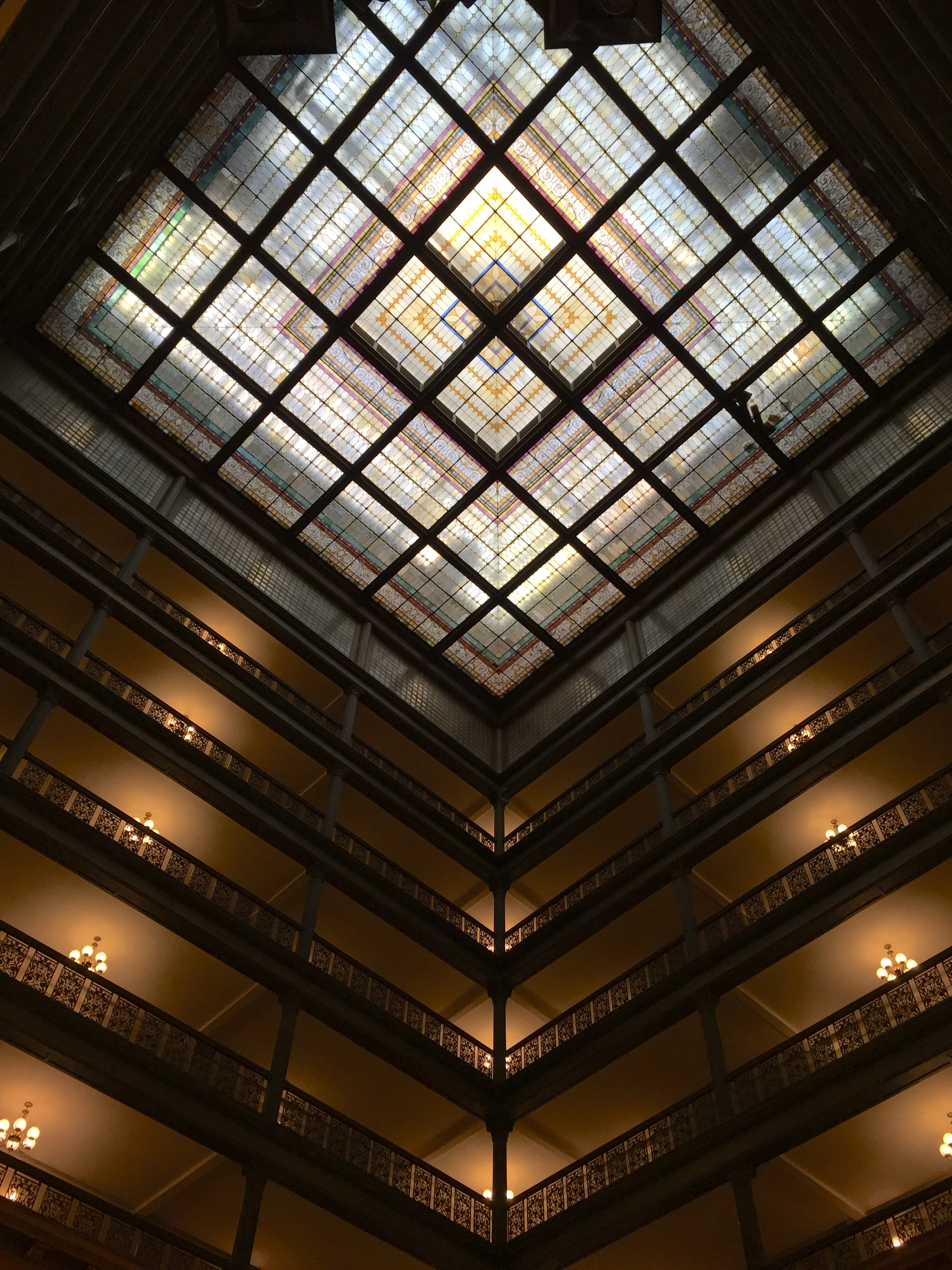
Vitrales del atrio
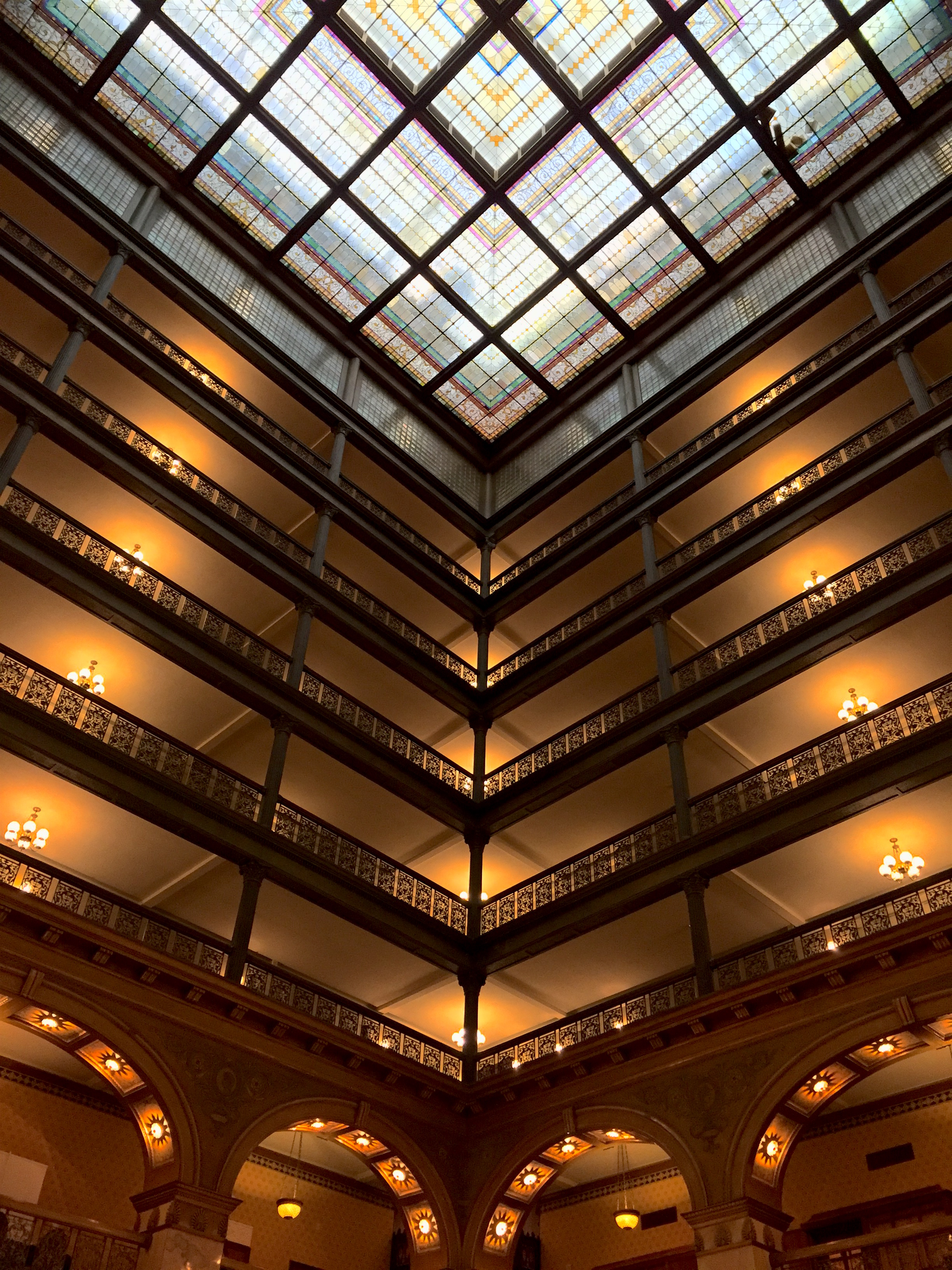
Balcones y arquitectura interior
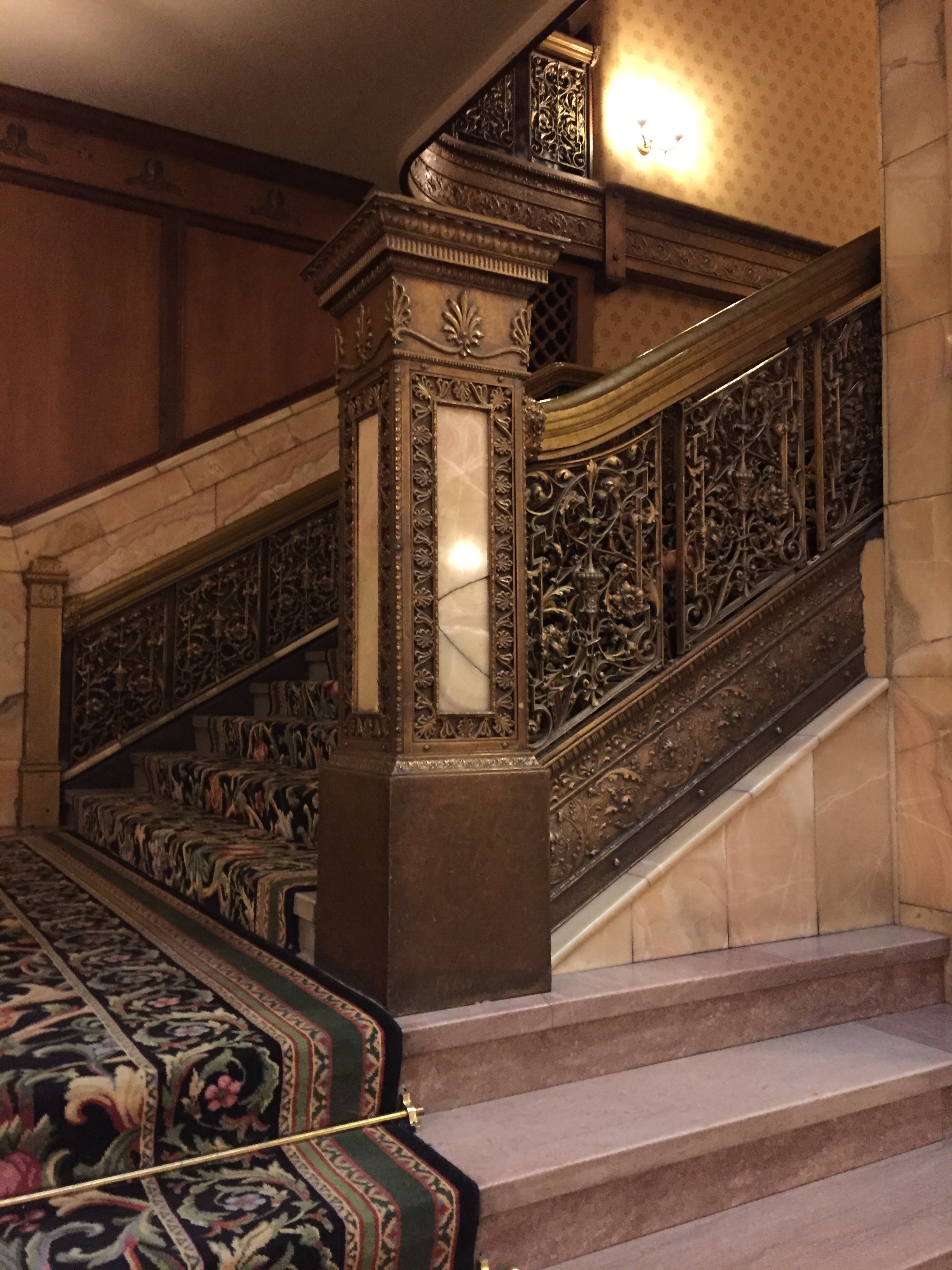
Detalle de escalera y diseño interior
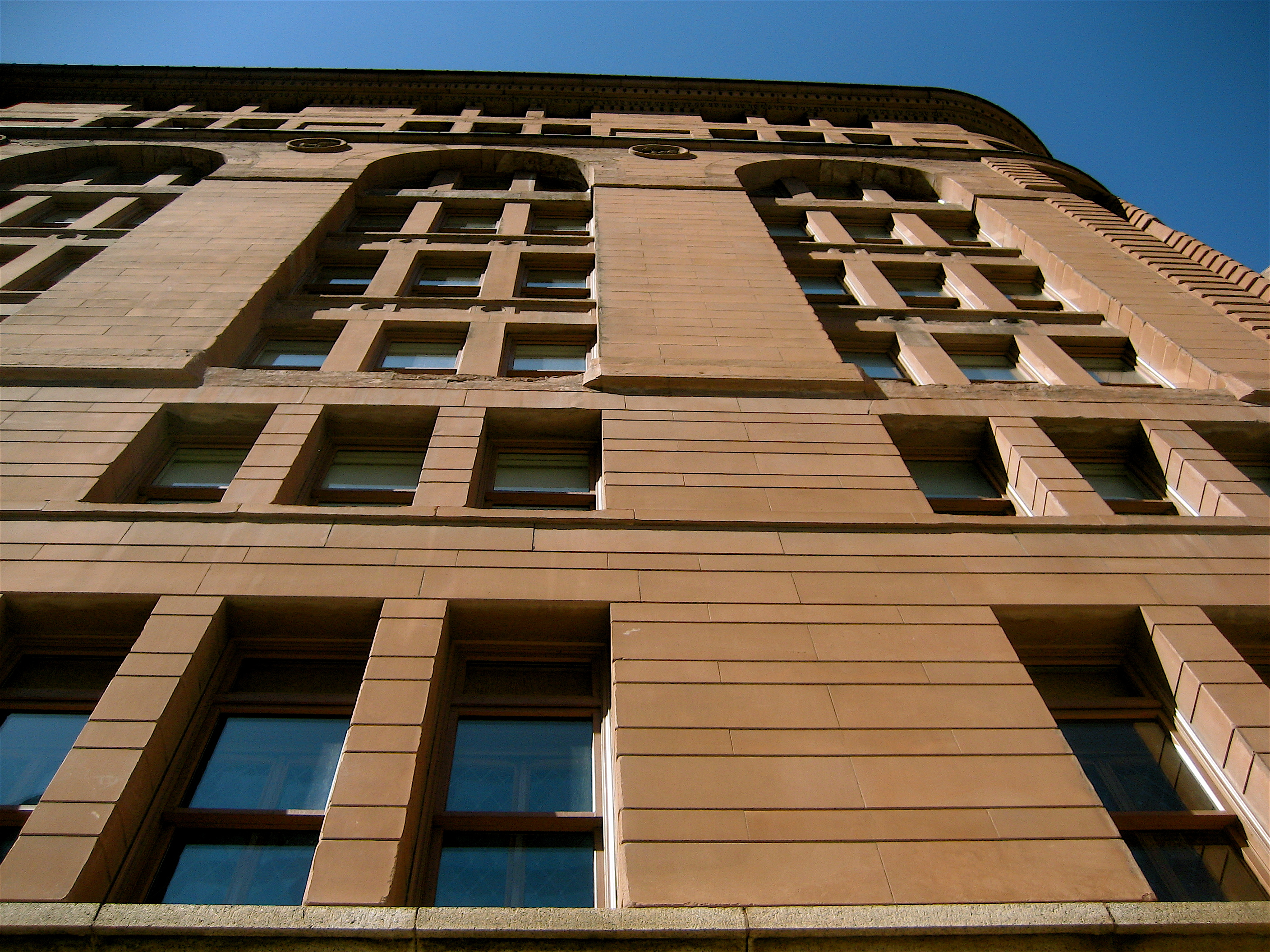
Fachada exterior
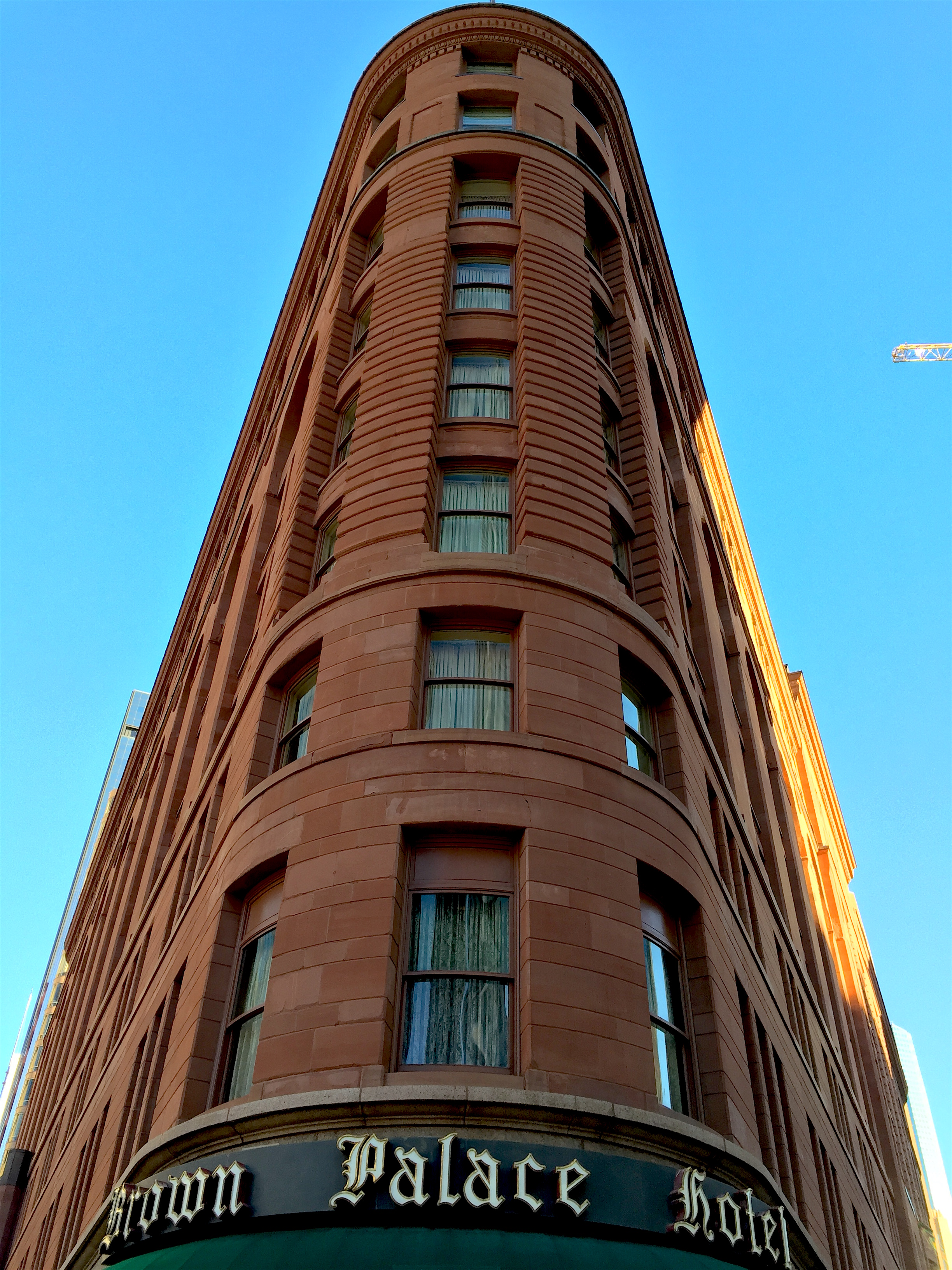
Esquina redondeada
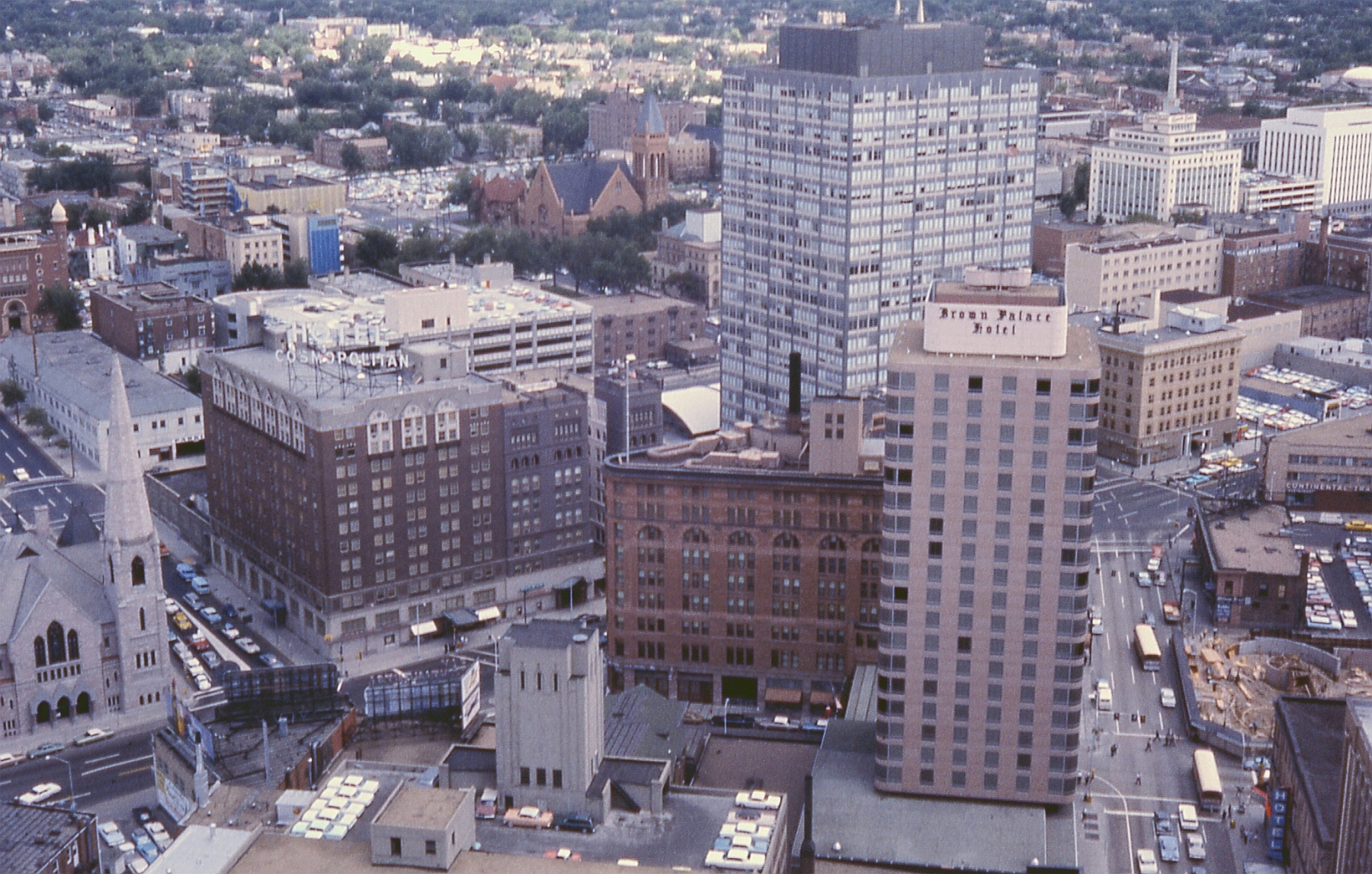
El edificio en 1964
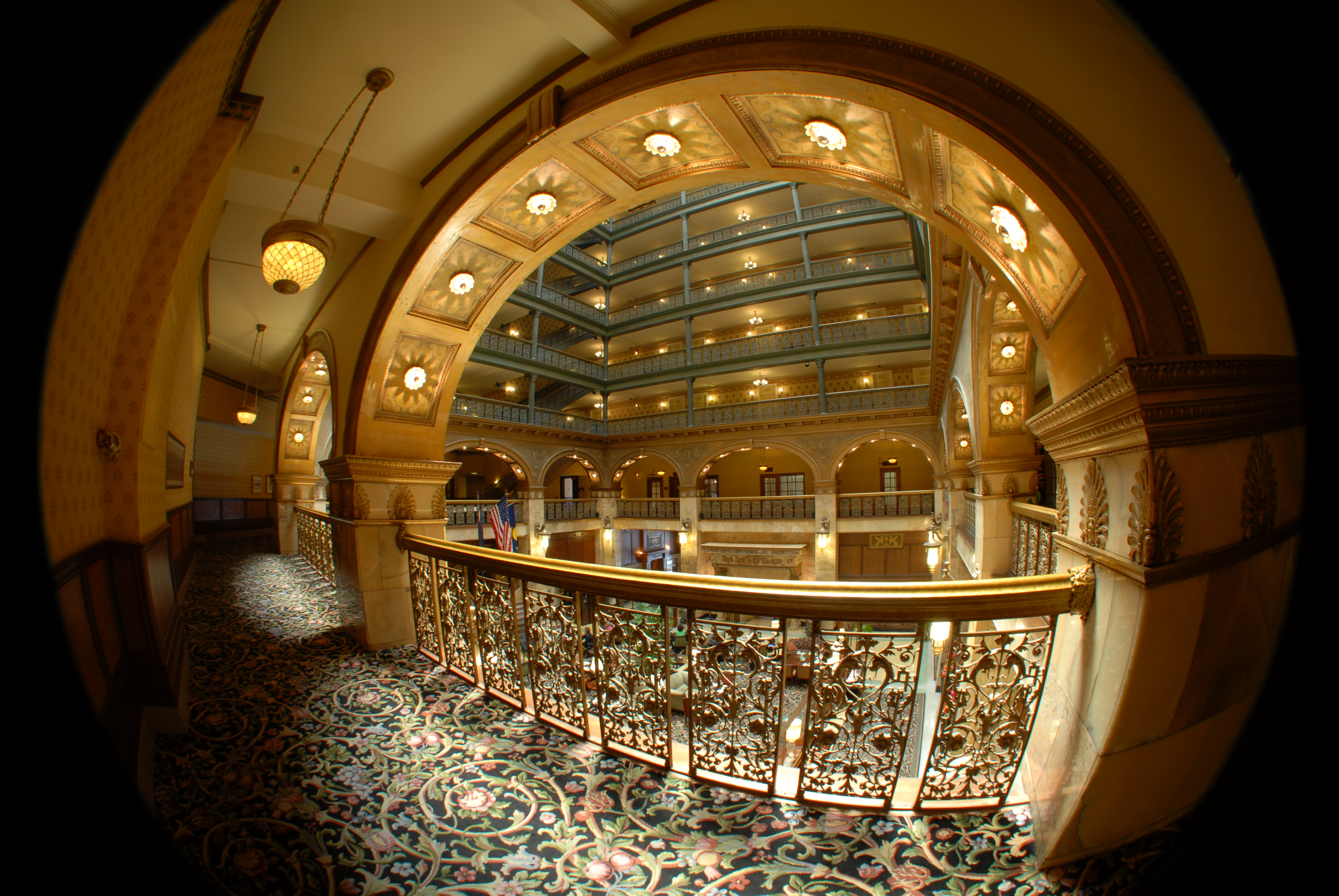
Interior y atrio